# 曹操 (电视剧)
《曹操》（英文：Cao Cao）是由胡玫执导的三国题材古装历史剧，2011年11月1日在浙江象山影视城开机，2012年3月15日于安徽亳州古井镇举行杀青祭拜仪式。胡玫表示，希望还原一个真实的曹操，为其“奸雄”的荧屏形象翻案。本剧原名《盖世英雄曹操》，後改名《英雄曹操》，胡玫最终在2012年11月对外宣布此剧正式更名为《曹操》。2013年9月4日，本劇DVD-Video于日本發售，2014年1月5日于日本銀河頻道播放。2014年10月6日于韩国中華TV週一至週五兩集播出，其後在2015年9月7日晚上22：00於中國大陸安徽卫视首播，乐视网亦同步播出。

## 剧情故事
年轻的曹操为挽救危机四伏的大汉帝国，用重典整肃民风吏治。然而，外戚宦官当道，诸侯各自为政。董卓进京，废帝谋逆。曹操刺杀董卓，未果。遁逃走中牟，为县吏所擒。县吏感其正义，放走曹操，曹操遂招兵买马，于陈留起兵讨卓。讨卓失败后，曹操招募家乡子弟兵，得精骑数十万人。获悉汉帝蒙难，他采纳谋士荀彧建议，将献帝迎至许昌，建为国都。此后数十年，曹操奉天子以令不臣，征袁术，擒吕布，灭袁绍，一统北方、创建霸业。

## 登场角色

### 魏

#### 主要角色
曹操（孟德/阿瞒）
演：赵立新/王瀚（少年）
声：堀内贤雄（日）
本作主角，东汉丞相。杰出的政治家、军事家、文学家、书法家，东汉末年，天下大乱，以汉天子的名义征讨四方，消灭二袁、吕布、张绣等割据势力，统一了中国北方，并实行一系列政策恢复经济生产和社会秩序，奠定了曹魏立国的基础。
卞思（卞夫人）
演：龚洁
声：中村千绘（日）
曹操最心爱的女人，本为歌姬，后成为将其从张慕天之手救下并为其赎身的曹操之妾，丁夫人因曹昂之死而回娘家后成为正室。生有曹丕、曹彰、曹植三子。

#### 夏侯/曹家族
曹节（汉丰）
演：雷恪生
声：陈浩（中）/岩崎博（日）
灵帝时最为有权势之宦官，曹腾之父、曹嵩之祖父、曹操之曾祖父。因陈蕃、窦武等意欲翦除宦官而以矫诏诛杀陈蕃并逼迫窦武自杀。教导幼小的曹操权势之道。
历史上宦官曹节与曹操之曾祖父并非同一人，剧中则将两人合体。
曹腾（季兴）
演：贾兆冀
曹嵩（巨高）
演：李文波
曹操之父，原为夏侯叡之子，为躲避党锢之祸而被过继给曹腾成为其后继之子并改姓曹。后被陶谦部下张闿所杀。
丁夫人
演：李玲玉
刘夫人
演：未知
曹操之妾，曹昂之生母，在生下曹昂后难产而死，曹昂由丁夫人抚养。
曹昂（子修）
演：陈泽浠、冯祎哲（幼少年）
声：川岛悠美[幼少期]·柿原彻也（日）
曹操之长子，刘夫人所生，由丁夫人抚养长大，举孝廉后从军，曾在曹操下军令后因马惊而践踏麦田之时谎称以前听郭嘉说过“《春秋》有法不加于尊”之言为其解围，事后曹操点破《春秋》中并无此话，曹昂的聪明之处不在胡编了此言而在于自己资历浅却能拿出郭嘉来压住众人。
宛城张绣听贾诩之言伪降时意欲与曹操、曹安民、典韦一起去宛城赴宴，被曹操委任之于禁所阻止。之后又借尿遁潜入宛城，发觉宛城之内怪异之时正遇被张绣军追杀的曹操，将所骑之马让与曹操，并在打开城门后被张绣军乱箭穿心而死在曹操眼前。
曹昂战死后，曹操之正室丁夫人在大哭大闹一场后回了娘家。
曹安民
演：沈渤
声：横堀悦夫（日）
曹操、曹仁、曹洪之侄，曹操担任顿丘令时即随其出行游历，逐渐成长为曹军一员值得信赖之将领。在宛城张绣投降时赴酒宴，中贾诩所设之局而被张绣军所杀。
夏侯惇（元让）
演：尹君正
声：乃村健次（日）
曹操最早的将领之一，多次为曹操镇守后方，曾率军民阻断太寿河水，筑陂塘灌溉农田，使百姓受益，功勋卓著。
夏侯渊（妙才）
演：王钊
声：加濑康之（日）
曹仁（子孝）
演：孙学正
声：田中正彦（日）
曹洪（子廉）
演：韩涵
剧中为曹操之胞弟。原在朝廷任职，听闻曹操起兵意欲反董弃官前来投奔。
曹丕（子桓）
演：郭展/未知（少年）
曹操与卞夫人所生之长子，曹彰、曹植之兄。曹昂之弟。后曹操将在攻破邺城之时俘获的袁熙之妻甄氏与其婚配。
曹彰（子文）
演：未知
曹操与卞夫人所生之次子。天生神力，曹操言其怪力不下于许褚。
剧中为黑须，而非历史上所言之“黄须儿”。
曹植（子建）
演：未知
曹操与卞夫人所生之三子。

#### 武将
李典（曼成）
演：王彬
原为洛阳负责看大门之城门校尉，与曹操青年时即相交，曾一度误会曹操为董卓卖命，误会解除后助其逃出洛阳。曹操起兵后成为其麾下一员大将。
乐进（文谦）
演：王众
能征惯战之将，于曹操举兵欲反董之时由卫兹推荐给曹操，但仅被曹操任为打造武器之小卒，在受到前来刺杀曹操的郭汜之威逼利诱下将计就计迫使陈留太守张邈起兵反董，之后被曹操所重用。曹操势力壮大后成为曹操得力战将之一员，常身先士卒战斗在最前线。
许褚（仲康）
演：赵明明
声：桧山修之（日）
曹操青年时期即跟随曹操为曹操之贴身侍卫，曹操休息之时负责看守门户。身材雄壮、天生神力，能拉动两头牛都拉不动的拖车。攻下冀州后在曹操的授意下斩下许攸之首级。
典韦
演：孙玉城
曹操青年时期即跟随曹操之护卫武将，身材高大，怪力无比，使用两把重达八十斤的铁戟，初登场于从张慕天手中营救卞思之时。曹操起兵后与许褚经常侍卫曹操左右，在宛城张绣投降后与曹操、曹安民一起赴宴，席间与张绣手下力士胡车儿比力气并击败胡车儿，后被灌醉双戟被胡车儿盗走，为保护曹操逃走而死于贾诩所设之局下。
禁（文则）
演：吴壕
曹操接收兖州时与毛玠同时被收为麾下之将，在宛城张绣投降时初次登场。
张辽（文远）
演：丁俊
忠于汉室之聂壹的后代。与关羽为旧识。原本为吕布部下，曹操破吕布之后敬其忠臣之后收入帐下，之后参与对战袁绍的白马、官渡等战斗。
王垕（二兔）
演：未知
本名王二兔，因自己出生时父亲打回了两只野兔而得名，被曹操赐名王垕，是曹操担任西园军之下军校尉时即跟随的小兵，曹操攻袁术部下桥蕤等于蕲县时担任粮食官。因粮食短缺其头被曹操借下以安军心。
张绣
演：张文明
声：曲敬国（中）
原为独立势力，后投降曹操。与历史不同的是投降后张绣并没有参加官渡之战而是被安排防御南方的刘表。
徐晃（公明）
演：未知
原为车骑将军杨奉之部将，因曹洪之劝说而受杨奉之命救援被韩暹攻击的乐进。曹操迎献帝时没有随杨奉离去而是在与曹军诸将一同击退李傕、郭汜之军势后加入了曹操军，攻打袁氏余孽袁谭时亦有参战，与张辽一同救援中袁谭之计的曹丕与郭嘉。
张郃（儁乂）
演：李家
原为袁绍大将颜良帐下武将，于袁绍分派三个儿子为州牧时醉酒呕吐，之后与高览投降曹操。
- 李聪-高览

#### 文臣
司马懿（仲达）
演：胡小猛（少年）
司马防之子，在自宅与曹操下棋。
郭嘉（奉孝）
演：严崑
声：家中宏（日）
荀彧（文若）
演：阚金明
声：檀臣幸（日）
曹腾之友，由曹腾推荐给曹操。
程昱（仲德）
演：云峰
声：岩崎博（日）
由曹嵩推荐，曹操任顿丘令时结识的好友，设计亲自混入鱼肉百姓的豪强王福与煽动百姓响应黄巾的唐周两方势力之中，最终亲手杀死王福。之后成为曹操主要谋士之一人。
贾诩（文和）
演：孙祺
声：孙星（中）
原为张绣之军师。
陈琳（孔璋）
演：未知
原为袁绍之幕僚为袁绍写下讨伐曹操之檄文，官渡袁绍兵败后与沮授一起被俘，投降曹操。

### 蜀

#### 武将
刘备（玄德）
演：杨威
声：星野充昭（日）
关羽（云长）
演：张益群
声：小野健一（日）
张飞（翼德）
演：李龙
声：天田益男（日）

#### 文臣
简雍（宪和）
演：未知
曾负责伏击曹操军但失败，后说服陈宫张邈反叛曹操。
糜竺（子仲）
演：未知
刘备得徐州后加入其麾下，并将妹妹嫁给了刘备。

### 后汉朝廷

#### 皇帝
汉灵帝
演：嚴崑/林妙可（少年）
刘辩（汉少帝）
演：未知/未知（少年）
汉灵帝刘宏与何皇后之子，灵帝之长子，长于道观。
汉献帝（伯和）
演：江一/孙锡堃（幼年）/未知（少年）
即汉献帝。灵帝所爱，王美人所生，王美人被何皇后毒害后由董太后抚养。

#### 皇亲外戚
窦武（游平）
演：未知
董太后
演：李颖
汉灵帝之生母，喜爱灵帝少子刘协。
何皇后
演：赵雪莲
声：魏凉子（日）
何进（遂高）
演：祝延平
声：西村太祐（日）
何皇后之兄，原本为屠户，因何皇后之故成为新任的大将军。
董贵人
演：金梦茜
董承
演：李明
原为牛辅之部将。
唐姬
演：马丹妮

#### 宦官
蹇硕
演：程文宽
王甫
演：未知
曹节谋诛陈蕃时的同谋宦官。
张让
演：未知
赵忠
演：未知
段珪
演：未知
年轻的宦官。
潘隐
演：未知
蹇硕手下之宦官，受张让等之托告知何进，蹇硕将谋害其之事，使得何进成功逃过一劫。

#### 臣下
陈蕃（仲举）
演：未知
蔡邕（伯喈）
演：孙万清
著名文豪，蔡琰之父，陈耽、曹操之好友。被董卓强迫登用。董卓死后因对董卓之感叹而被王允所杀。
陈耽（汉公）
演：大路
灵帝时司徒，与蔡邕一起怂恿曹操上表弹劾宦官的奏章，后因为保护曹操之曹腾献计被蹇硕等宦官满门抄斩。
孔融（文举）
演：古巨基
王允（子师）
演：李晓文
曹操担任济南相时与鲍信一起负责调查济南王鱼肉百姓之证据。
崔烈（威考）
演：未知
太尉，董卓入宫时曾出面阻拦，却被曹操拉住。
张温（伯慎）
演：未知
写信给袁术欲同谋诛杀董卓，信却被送到吕布处，被董卓在宴会上处死。
张奂（然明）
演：未知
听命于曹节与窦武作战，即剧中第一集曹节逼迫窦武自杀在曹节身旁曹节口中的张将军。按照历史年龄应该已经很大了，剧中扮相却很年轻。
盖勋（元固）
演：未知
典军校尉，于阅兵时公然站出来说何进独揽兵权，被何进示意的袁绍杀死，此与历史不符。
王芬
演：未知
冀州刺史（剧中称为冀州太守），陈耽的学生，不满灵帝诛杀陈耽而阴欲暗杀灵帝立合肥侯为帝，由许攸等人广为联络，最终失败。

#### 其他
蔡琰（文姬）
演：张玉洁
蔡邕之女，曹操之红颜知己。原为河东卫仲道之妻，后被虏至匈奴与左贤王育有两子伊屠知牙师与阿眉拐。后又被曹操所派遣之董祀、周近接回大汉王朝，嫁给董祀，后董祀偷杀耕牛给蔡文姬吃被叛死罪时前往求情。
蹇 图
演：未知
蹇硕之叔父，因宵禁时期任逗留在酒馆而被曹操所授意之许褚以五色棒将其棒杀。

### 袁绍阵营
袁绍（本初）
演：孙洪涛
声：王凯（中）/仲野裕（日）
汉末著名军阀，出身名门望族，自曾祖父起四代有五人位居三公，自己也居三公之上，其家族也因此有“四世三公”之称，河北霸主。
刘夫人
演：未知
剧中为刘岱之女，袁绍侧室。袁尚之母，在袁绍讨伐公孙瓒时经常前来犒劳袁绍。袁绍官渡大战失败后与袁氏家眷一起被安顿到兖州陈留严加看管。
袁谭（显思）
演：陈又宁
袁绍之长子，刚猛好杀，袁绍死后与袁尚争位，亲自处决辅佐袁尚的逢纪，之后被吕旷、吕翔兄弟所杀。
袁熙（显奕）
演：郭凯（郭楷，现艺名郭俊雨）
袁绍次子，袁谭之弟，袁尚之兄，甄氏之新婚夫婿，不喜争斗。后与袁尚一起被辽东公孙康斩首送与曹操。
袁尚（显甫）
演：李俊博
袁绍与刘夫人之子，袁绍三子，最受袁绍宠爱。
沮授
演：曹睁
原为韩馥帐下，不喜韩馥，袁绍接手冀州后成为其谋士，官渡后被曹操军所俘虏。
颜良
演：金平龙
声：石狩勇气（日）
冀州大将，被袁绍笼络招至帐下，是能一手扭断他人脖子的怪力豪杰。
袁术派遣刺客刺杀曹操时被袁绍派去阻止并以五毒掌杀死刺客之后隐藏在曹操附近观测曹操的伤情。曾与文醜一起受袁绍之命暗杀击杀张燕之后的吕布，但因守夜中途睡着而被吕布逃走。后与文醜成为袁绍统兵大将，参与平灭公孙瓒之界桥、易京等战斗。袁绍与曹操之争斗时作为先锋率军攻击刘延驻守的白马城，迎击曹操、张辽所率领之曹军并几乎斩杀曹操之时却被突然赶来从后突袭的关羽所斩杀。
文丑
演：张庆龙
声：中村和正（日）
曾与颜良一起受袁绍之命暗杀击杀张燕之后的吕布，负责在城外设防防止吕布死后其部下的进攻，但最终以颜良刺杀失败而告终。袁绍讨伐公孙瓒时与颜良同为统兵大将，参与界桥、易京等战斗。在官渡前哨战之延津之战里中曹操之计策而死于乱军之中。
许攸（子远）
演：卢亚宁
田丰（元皓）
演：胡建
声：西谷修一（日）
原为韩馥之部下，袁绍接收冀州后成为袁绍之谋士。
郭图（公则）
演：张博
原为韩馥部下。
审配（正南）
演：马勇
审荣之叔。袁绍时任虎贲中郎将及中军校尉时与许攸同为其谋士，袁绍死后辅佐袁尚，亲手处决投曹的辛毗一家。
荀谌（友若）
演：未知
荀彧之弟，原为韩馥部下，在辛评、郭图说服韩馥失败时成功说服韩馥让出冀州给袁绍而立下大功。
辛评（仲治）
演：未知
原为韩馥部下，在沮授出言不逊韩馥欲将沮授处死时与田丰、郭图共同求情，之后与郭图一起说服韩馥让冀州给袁绍却失败，最终成为袁绍的臣子。
逄纪（元图）
演：未知
袁绍谋士，吕布投奔袁绍时曾向其说明张燕盘踞邺城附近之事，袁绍死后辅佐袁尚，被袁谭借故杀死。
朱汉
演：未知
原为韩馥之部下，投靠袁绍，曾因受到韩馥军棍惩罚导致家中失火时无法及时救出老母而对韩馥怀恨在心，被袁绍示意在韩馥让出冀州后将韩馥之子双腿打断，在向韩馥道出乃袁绍授意后被袁绍处死。
刘和
演：未知
刘虞之子，公孙瓒杀刘虞后率领乌桓鲜卑之兵逃到袁绍处请求为父报仇，袁绍表面迎奉，心中却不满自己之兵为刘和报仇所驱使，在刘和讨伐最后一次贼寇后被袁绍养尊处优般的软禁起来，不再给予兵权。

### 董卓/吕布阵营
董卓（仲颖）
演：石黎明
声：樋浦勉（日）
吕布（奉先）
演：营峰
声：赵岭（中）/山野井仁（日）
李傕（稚然）
演：杨天鹏
董卓帐下校尉，与郭汜同为董卓亲近之将领，董卓死后在郭汜的劝说下一起攻打长安赶走吕布，并亲自监斩王允以及徐荣。在曹操迎接献帝时与郭汜说起不再内斗之事，但为时已晚。
郭汜
演：王瞳
徐荣
演：未知
辽东人，董卓帐下之将领，因非凉州人而受到董卓帐下凉州众将的排挤。在荥阳击败阻拦其救援华雄的曹操与鲍信之军势，率军击杀卫兹以及鲍信之弟鲍忠。之后因听从王允抵抗李傕郭汜之军战败而与王允一同被斩首。
华雄
演：未知
董卓帐下将领胡轸之部下，在阳人被孙坚之军所攻击，被孙坚亲手所斩杀。期间前来救援的徐荣军被曹操与鲍信之军势所阻挡。
貂蝉
演：韩雪
声：平野绫（日）
山西人，原本为宫中的宫女，袁绍剿灭宦官势力时流落街头被王允所救，收为义女。为了报答义父王允的养育之恩而甘愿献身完成连环计，成功离间董卓和吕布。
高顺
演：未知
声：西谷修一（日）
吕布军的重要将领。受吕布之命率张辽一同攻击刘备屯驻的小沛。见张辽没有尽力攻城而质问，得知张辽乃汉之忠臣聂壹之后无法认同吕布此次勾结叛贼袁术攻打小沛目指许昌的计划，便令张辽勒住本部兵马留守阵中并坦言自己并非忠烈之后，对汉室也没有不舍，自己的职责就是带兵打仗，不管其他。
曹操派遣夏侯惇、夏侯渊率领五万青州兵前来救援小沛，被于路伏击的高顺几乎全歼，夏侯惇也于此战中失去左眼，由夏侯渊护送狼狈逃回。得知曹军援军到来的刘备本欲前后夹击，却被看守阵营的张辽所击溃，小沛被高顺、张辽所夺。
曹操率领大军亲征小沛，高顺放弃小沛撤回下邳并建议吕布善待归附的臧霸等人却被吕布讥讽。进忠言却不被吕布所采纳。吕布下禁酒令后，高顺亲自鞭打违令的侯成、宋宪、魏续。三人记恨乘其不备将吕布、张辽、高顺、陈宫等人一并生擒。
但剧中曹操处决吕布、陈宫，收降张辽时并未提及高顺。
陈宫（公台）
演：高文/卢弈杰-少年陈宫
李儒
演：夏大灿

### 诸侯
袁术（公路）
演：丁凯
声：鄉田穗積（日）
韩馥（文节）
演：赵晓光
张邈（孟卓）
演：葛子铭
鲍信（允诚）
演：贾维
卫兹（子许）
演：王志军

### 黄巾/黑山军
波才
演：方帅
声：石狩勇气（日）
黄巾军的将军，围困皇甫嵩、朱儁，在朱儁决定以火攻时被曹操抢先一步放火击破。之后波才所率领的黄巾军被曹操收入屯田部队。曹操称其为黄巾军中少有的读过兵书会打仗的。

### 其他角色
杜密家眷
演：王雯雯
士人杜密之女眷，因第二次党锢之祸而受牵连，已怀七月身孕。在抄家流放途中受到士兵的虐待，同受牵连的少年陈宫出手护住这名素不相识的女子时被刚巧路过的少年曹操撞见，曹操以曹家宦官之势力要得此女与少年陈宫并偷偷放走却被官兵察觉，陈宫逃脱而此女被擒，蹇硕等人将此女押往曹府以孩子为威胁使得女子不得不指认私放自己的乃曹操。
- 李紫晶-伊屠知牙师
- 马晓军-吉本
- 景晴-左贤王
- 岳红-老鸨红姐
- 郝刚-何顒（伯求）
- 王伟-陈登（元龙）
- 廖崇儒-陶谦（恭祖）

## 片尾曲
- 《侠骨柔情》

作曲：藤原育郎
作词：源子夫
演唱：米靓
协助：戴红梅、孙莉萍

## 外部連結
- 《曹操》日本cinemart網專題 （页面存档备份，存于）
- 《曹操》官方微博 （页面存档备份，存于）
- 《조조》韓國中華TV網站 （页面存档备份，存于）

## 作品的變遷
| 中華TV 週一至週五 晚間21:20~23:10(兩集) | 中華TV 週一至週五 晚間21:20~23:10(兩集) | 中華TV 週一至週五 晚間21:20~23:10(兩集) |
| --------------------------------------- | --------------------------------------- | --------------------------------------- |
|                                         | 曹操 (2014.10.06 - 11.28)               |                                         |
| 宫锁连城 (2014.08.04 - 10.03)           | 碧血剑 (2014.12.01 - 02.06)             |                                         |

| 马来西亚 Astro全佳HD 高清大剧 星期一至五 19:00 - 20:00 | 马来西亚 Astro全佳HD 高清大剧 星期一至五 19:00 - 20:00 | 马来西亚 Astro全佳HD 高清大剧 星期一至五 19:00 - 20:00 |
| ------------------------------------------------------ | ------------------------------------------------------ | ------------------------------------------------------ |
|                                                        | 英雄曹操 (2016年7月21日－9月15日)                      |                                                        |
| 五鼠鬧東京 （2016年5月24日－7月20日）                  | 老九門 (2016年9月16日－11月22日)                       |                                                        |